# Тринадесети върховен състав на Народния съд
Тринадесетият върховен състав на Народния съд в София е образуван с цел да осъди полицаи, шпиони, доносници, секретни сътрудници на полицията, войници и офицери за преследването и разстрелите на партизани и ятаци в Софийска, Пернишка, Радомирска, Кюстендилска, Самоковска и Трънска околия.

## Състав

### Председател
- Михаил Владов

### Членове
- Георги Величков
- Първан Стоянов
- Коста Илиев Георгиев
- Стоян Г. Атов

### Народни обвинители
- Асен Станимиров
- Иван Янакиев

## Подсъдими
По отговорност са подведени първоначално 86 души. При произнасянето на присъдите отсъстват шестима подсъдими, от които един е дал показания пред следствието, а другите се водят в неизвестност. За някои от подсъдимите, особено на отсъстващите или в неизвестност, няма нито един документ, освен сведенията, дадени от свидетели .